# 荊伯柳
荊伯柳（?—?），戰國時期魏国大夫。
魏文侯问解狐，谁能守卫西河。解狐说荊伯柳是贤人，可以任用。魏文侯说荊伯柳不是你的仇人吗，解狐说国君问的是可用之人，不是我的仇人。于是任用荊伯柳为西河守。荊伯柳问是谁推荐他，左右回答是解狐。荊伯柳前去拜谢解狐，谢谢他原谅自己，向国军推荐他。解狐说，推荐是公，仇怨是私，公事已经办了，仇怨如故。张弓射他，走十步而没，可谓勇。
故事本于《左传·襄公三年》祁奚外举不避仇，向晋悼公推荐解狐的记载。《韩非子》和《韩诗外传》将推荐之人由祁奚改成了解狐，而被推荐的仇人，由解狐改成了荆伯柳。《韩非子》将时代背景改为赵简子时，《韩诗外传》将时代背景改为魏文侯时。